# Túnel de Tresponts
El Túnel de Tresponts és un pas subterrani de la carretera C-14 a la comarca de l'Alt Urgell, que transcorre pels municipis d'Organyà i Fígols i Alinyà, paral·lel al riu Segre i al Congost de Tresponts, desviat cap a l'est uns 20º respecte el nord, inaugurat l'any 2021 després de tres anys d'obres. El túnel s'ha construït per evitar una zona de revolts molt marcats i perillosos de l'antiga C-14 (actualment anomenada C-14z), també evitant allaus de pedres que es produïa sovint, a vegades a causa del mal temps.
Actualment aquest túnel ha finalitzat la seva fase de construcció i es troba obert a la circulació. Les obres es van iniciar l'any 2018 (adjudicat durant el 2017) i s'ha inaugurat oficialment el 24 de novembre de 2021. L'obra, encarregada pel Departament de Territori i Sostenibilitat de la Generalitat de Catalunya a Infraestructures de la Generalitat de Catalunya SAU (Infraestructures.cat), s'ha realitzat en un termini de trenta-sis mesos (tres anys) a partir de l'inici de les obres.

## Construcció
El túnel s'ha construït per evitar el Congost de Tresponts.
El Departament de Territori i Sostenibilitat va adjudicar les obres de condicionament i millora de la seguretat a la carretera C-14, a Organyà, per un import de 35,4 milions d'euros. L'actuació, anomenada Millora general. Condicionament. Eixamplament i millora de traçat. Carretera C-14. PK 163+200 al 166+250. Tram: Organyà – Montant de Tost. Clau: AL-05037-M1, inclou la construcció d'un nou túnel de 1300 m de llargada per evitar un tram del Congost de Tresponts, a la vall del riu Segre, a l'Alt Urgell, així com l'eixamplament de la plataforma en els trams contigus (de 660 m de llargada al tram contigu situat al sud del nou túnel i de 1040 m de llargada al tram contigu situat al nord del nou túnel), inclosa la d'un túnel existent (llargada de 63 m) inclòs al tram contigu sud del nou túnel. Les obres es van iniciar a l'any 2018, amb un termini d'execució de trenta-sis mesos. Segons el Departament de Territori i Sostenibilitat de la Generalitat de Catalunya, l'actuació permet enfortir la cohesió territorial del país, millorar la permeabilitat amb el Pirineu i la seguretat d'aquesta carretera. L'actuació abasta un tram d'uns 3 quilòmetres, entre la sortida del nucli d'Organyà i el túnel existent de Montant de Tost, just abans de la intersecció amb la carretera LV-4001. La plataforma de la C-14 s'amplia fins als 10 m d'amplada, amb dos carrils, un per sentit, de 3,5 m i vorals d'1,5 m, per millorar la seguretat en tot aquest tram.

## Dades principals de la construcció

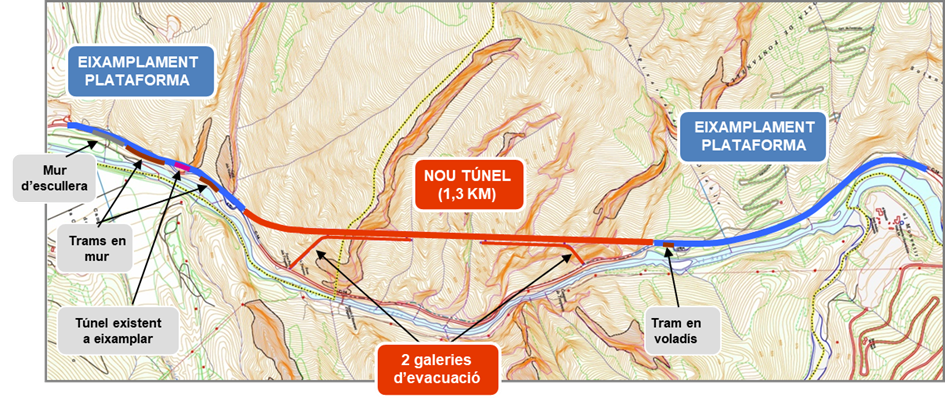
Infografia descriptiva de l'obra

| Contractista                    | Acciona Construcción, SA & Copcisa, SA (UTE)                    |
| Direcció d'Obra                 | TPF Getinsa Euroestudios, SL (antiga Paymacotas Catalunya, AIE) |
| Director d'Obra / Cap d'Obra    | Carles Mujal Colilles / Jaume Bello Lázaro                      |
| Any inici obra / Any final obra | 2018 / 2021                                                     |
| Pressupost                      | 35,4 M€                                                         |

## Descripció de l'obra de construcció
L'estructura principal de l'obra és un nou túnel d'1,3 quilòmetres de longitud, que s'ha construït per millorar el traçat de la carretera i evitar el pas per un tram especialment sinuós del congost de Tres Ponts. La secció del túnel fa 12,60 m d'ample per 7,90 m d'altura, amb dos carrils de circulació de 3,5 m d'amplada, un per sentit, una mitjana d'1 m, voreres de 0,75 m (1,05 m incloent barrera de protecció de formigó) i vorals d'1,25 m. A més, es van construir 2 galeries d'evacuació, de 4,10 m d'ample i 4,09 m d'altura, amb sortida a la carretera existent (C-14z) que queda tancada al trànsit (i que únicament s'obre al trànsit a mode de "by-pass" quan es realitzin tasques de manteniment del nou túnel). S'han implantat sortides des del túnel a la galeria d'emergència/evacuació cada 250 m, aproximadament. Les 2 galeries d'evacuació són situades al costat riu i paral·leles al túnel principal, una a la meitat sud i l'altra a la meitat nord, de 427 m i 371 m de longitud, respectivament.
El nou túnel de Tresponts es va excavar en un massís rocós calcari mitjançant explosius amb suport puntual de mètodes mecànics (martell hidràulic o "pica-pica") per a acabats, excavació inicial als embrocaments i ampliació del túnel existent. Es va executar la perforació des de dues boques (nord i sud).
Durant l'execució de l'excavació i del sosteniment es va portar a terme la corresponent auscultació com a mesura de seguretat, mitjançant l'anivellament de precisió amb mesura d'assentaments i la mesura de convergències, i puntualment la instal·lació de cèl·lules de pressió, extensímetres i extensòmetres en volta i espatlla (esquerra i dreta).
Posteriorment, es van executar la resta de tots els treballs d'obra civil tant del túnel principal com de les dues galeries d'evacuació (impermeabilització i drenatge, revestiment, barreres de formigó, primera i segona capa de formigó del paviment i capa de trànsit d'asfalt).
Pel que fa al sosteniment es van executar fins a 11 diferents tipus en funció de la qualitat del massís rocós i cobertura. Formats per bulons i formigó projectat reforçat amb fibres de diferents gruixos, així com d'encavallades en alguns trams i de paraigües de micropilons a les zones d'embocament. Així mateix el revestiment es va construir amb formigó en massa amb gruix total de 30 cm i mitjançant un encofrat corb amb “carro” autoportant.
També es van construir 2 edificis de control i seguretat a l'exterior, un a la boca sud i l'altre a la boca nord, com a centre de control de les diferents instal·lacions del túnel principal i galeries d'evacuació integrant-se al Centre de Control Viari de la Generalitat de Catalunya.
Les instal·lacions a l'interior del túnel principal i galeries d'evacuació que es van implementar van ser:
- D’electricitat (MT i BT) i d'enllumenat
- De ventilació
- De mesures de protecció contra incendis (PCI)
- Especials de control de túnel (Control ventilació; Detecció lineal d'incendis; Pals SOS; Radiocomunicacions; Circuit tancat de televisió (CTTV); Sistema detecció automàtica d'incidències (DAI); Megafonia; Sistema de senyalització variable i semaforització; Control d'accessos i gàlib; Sistema de gestió tècnica centralitzada i comunicacions).

Pel que fa al túnel existent a la carretera C-14 (al sud del nou túnel) es van realitzar treballs d'eixamplament en clau i marge dret (costat riu), amb l'objectiu de disposar d'una plataforma total dintre del túnel d'uns 11 metres d'amplada (inicialment era de 6 m) el que va permetre implementar 2 carrils de 3,5 m d'amplada cadascun, amb mitjana d'1 m de separació i 2 vorals de 0,75 m d'amplada i 2 voreres de 0,75 m.
L'excavació d'aquest túnel va ser realitzada en un massís rocós calcari mitjançant mètodes mecànics (martell hidràulic o "pica-pica"). Es va perforar simultàniament des de les dues boques (nord i sud).
Durant l'execució de l'excavació es va portar a terme la corresponent auscultació com a mesura de seguretat, mitjançant l'anivellament de precisió amb mesura d'assentaments i la mesura de convergències.
Pel que fa al sosteniment es van executar 2 tipus de sosteniment en funció de la qualitat del massís i la cobertura, formats per bulons i formigó projectat reforçat amb fibres de diferents gruixos (10 cm i 15 cm). El revestiment va ser de 10 cm de formigó projectat.
Finalment, en quant a l'obra de l'exterior dels túnels i galeries d'evacuació, es van construir diverses estructures necessàries per a l'ampliació de la plataforma de la carretera C-14 com murs d'escullera, murs prefabricats, murs de gabions i voladís, entre d'altres, i els corresponents terraplens, esplanades i bases del ferm i les tres capes d'asfalt del ferm (la capa base, la capa intermèdia i la capa de trànsit) a sobre del tronc principal format per la carretera actual i per les ampliacions.
Es van instal·lar 7 pòrtics (i 1 banderola) que sostenen elements de missatgeria variable, de semàfors i de senyals ocultes d'STOP, com a elements de senyalització.
També com a obra civil exterior dels túnels i galeries es van construir cunetes del drenatge, barreres de protecció, l'estesa de terra vegetal a les bermes de la plataforma i la corresponent senyalització horitzontal i vertical de la carretera.